# L'Angoisse
Pour plus de détails, voir Fiche technique et Distribution.
L'Angoisse est un film muet français réalisé par Louis Feuillade et sorti en 1913.

## Fiche technique
- Titre : L'Angoisse
- Réalisation et scénario : Louis Feuillade
- Société de production : Société des Établissements L. Gaumont
- Format : Noir et blanc — 35 mm — 1,37:1 — Son : Mono
- Métrage : 608 m
- Durée : 20 minutes
- Date de sortie : 
  - France : avril 1913

## Distribution
- René Navarre : Polyte
- Yvette Andréyor : Madeleine d'Ambricourt
- Luitz-Morat : Sir George Talbot
- Paul Manson : Monsieur d'Ambricourt
- Maurice Lagrenée
- Mademoiselle Le Brun
- Marthe Vinot